# الحجة والدليل في نصرة الدين الذليل
الحجة والدليل في نصرة الدين الذليل ويعرف أيضاً بكتاب الخزري هي واحدة من أشهر أعمال الفيلسوف والشاعر اليهودي الإسباني يهوذا اللاوي في العصور الوسطى واكتملت حوالي عام 1140. تمت كتابتها في الأصل باللغة العربية ثم تُرجمت إلى العبرية وتعتبر واحدة من أهم الأعمال الاعتذارية للفلسفة اليهودية.